# Divize C 2002/2003
V soubojích 38. ročníku České divize C 2002/03 se utkalo 16 týmů dvoukolovým systémem podzim – jaro. Tento ročník začal v srpnu 2002 a skončil v červnu 2003.

## Nové týmy v sezoně 2002/03
Z ČFL 2000/01 sestoupilo mužstvo SK Union Čelákovice. Z krajských přeborů postoupila vítězná mužstva ročníku 2000/01: TJ Jiskra Ústí nad Orlicí z Východočeského přeboru a FK Dobrovice z Středočeského přeboru. Z divize B sem bylo přeřazeno mužstvo FK Brandýs nad Labem a divize D pak mužstvo TJ Svitavy. Mužstva K Slavoj Vyšehrad a TJ SK Satalice byly naopak přeřazeny do divize A resp. B. Z divize odstoupilo mužstvo FK Velké Hamry jež nahradilo FK Jablonec 97 „B“.

## Kluby podle přeborů
- Královéhradecký (3): FK Náchod-Deštné, FC Spartak Rychnov nad Kněžnou, FK Trutnov.
- Pardubický (4): FK AS Pardubice „B“, FK Agria Choceň, TJ Jiskra Ústí nad Orlicí, TJ Svitavy.
- Liberecký (2): PFC Český Dub, FK Jablonec 97 „B“.
- Středočeský (6): FC Zenit Čáslav, SK Český Brod, FC Velim, FK Dobrovice,FK Brandýs nad Labem, SK Union Čelákovice.
- Praha (1): FK Viktoria Žižkov „B“.

## Výsledná tabulka
| Poř. | Tým                            | Z  | V  | R | P  | VG | OG | B  |
| ---- | ------------------------------ | -- | -- | - | -- | -- | -- | -- |
| 1.   | FK Náchod-Deštné               | 30 | 21 | 6 | 3  | 79 | 34 | 69 |
| 2.   | FC Zenit Čáslav                | 30 | 16 | 5 | 9  | 50 | 38 | 53 |
| 3.   | FK Jablonec 97 „B“             | 30 | 16 | 4 | 10 | 52 | 34 | 52 |
| 4.   | FC Velim                       | 30 | 15 | 5 | 10 | 49 | 39 | 50 |
| 5.   | SK Český Brod                  | 30 | 16 | 2 | 12 | 50 | 52 | 50 |
| 6.   | PFC Český Dub                  | 30 | 14 | 5 | 11 | 51 | 38 | 47 |
| 7.   | SK Union Čelákovice            | 30 | 13 | 7 | 10 | 38 | 35 | 46 |
| 8.   | FK Dobrovice                   | 30 | 12 | 8 | 10 | 51 | 35 | 44 |
| 9.   | FK Viktoria Žižkov „B“         | 30 | 13 | 3 | 14 | 50 | 43 | 42 |
| 10.  | FC Spartak Rychnov nad Kněžnou | 30 | 11 | 8 | 11 | 41 | 50 | 41 |
| 11.  | TJ Jiskra Ústí nad Orlicí      | 30 | 11 | 5 | 14 | 35 | 47 | 38 |
| 12.  | FK Agria Choceň                | 30 | 11 | 4 | 15 | 35 | 36 | 37 |
| 13.  | FK AS Pardubice „B“            | 30 | 10 | 6 | 14 | 45 | 47 | 36 |
| 14.  | FK Brandýs nad Labem           | 30 | 9  | 6 | 15 | 21 | 43 | 33 |
| 15.  | FK Trutnov                     | 30 | 5  | 7 | 18 | 30 | 55 | 22 |
| 16.  | TJ Svitavy                     | 30 | 5  | 3 | 22 | 21 | 72 | 18 |

Poznámky:
- Z = Odehrané zápasy; V = Vítězství; R = Remízy; P = Prohry; VG = Vstřelené góly; OG = Obdržené góly; B = Body
- O pořadí klubů se stejným počtem bodů rozhodly vzájemné zápasy.

Mužstvu Velimi bylo odečteno 6 bodů
|  | Postup do ČFL 2003/04                           |
|  | Sestup do příslušného krajského přeboru 2003/04 |